# Liste der Baudenkmäler in Legden
Die Liste der Baudenkmäler in Legden enthält die denkmalgeschützten Bauwerke auf dem Gebiet der Gemeinde Legden im Kreis Borken in Nordrhein-Westfalen (Stand: Oktober 2011). Diese Baudenkmäler sind in der Denkmalliste der Gemeinde Legden eingetragen; Grundlage für die Aufnahme ist das Denkmalschutzgesetz Nordrhein-Westfalen (DSchG NRW).

## Allgemein
- Bild: Bild des Kulturdenkmals, ggf. zusätzlich mit einem Link zu weiteren Fotos des Kulturdenkmals im Medienarchiv Wikimedia Commons
- Bezeichnung: Name des Kulturdenkmals
- Lage: Straßenname und Hausnummer oder Flurstücknummer des Kulturdenkmal, gegebenenfalls auch den Ortsteil. Die Grundsortierung der Liste erfolgt nach dieser Adresse. Der Link (Karte) führt zu verschiedenen Kartendiensten mit der Position des Kulturdenkmals. Fehlt dieser Link, wurden die Koordinaten noch nicht eingetragen. Sind diese bekannt, können sie über ein Tool mit einer Kartenansicht einfach nachgetragen werden. In dieser Kartenansicht sind Kulturdenkmale ohne Koordinaten mit einem roten bzw. orangen Marker dargestellt und können durch Verschieben auf die richtige Position in der Karte mit Koordinaten versehen werden. Kulturdenkmale ohne Bild sind an einem blauen bzw. roten Marker erkennbar.
- Beschreibung: Kurzcharakteristik des Kulturdenkmals
- Bauzeit: Baubeginn, Fertigstellung, Datum der Erstnennung oder grobe zeitliche Einordnung entsprechend des Eintrags in der zuständigen Denkmaldatenbank
- Eingetragen seit: Datum der Erfassung in der zuständigen Denkmaldatenbank

## Baudenkmäler
| Bild                                                              | Bezeichnung                                                       | Lage                      | Beschreibung | Bauzeit | Eingetragen seit                   | Denkmal- nummer |
| ----------------------------------------------------------------- | ----------------------------------------------------------------- | ------------------------- | --- | ------- | ---------------------------------- | --------------- |
| weitere Bilder                                                    | Kath. Pfarrkirche St. Brigida                                     | Kirchplatz Karte          | Im 13. Jahrhundert erstellte Hallenkirche, die 1906 mit neuromanischer Doppelturmfassade und Querschiff erweitert wurde                                                                        |         | 07.10.1986                         | 1               |
| weitere Bilder                                                    | Kath. Pfarrkirche St. Margareta                                   | An der Kirche Karte       | Bis aufs 11. Jahrhundert zurückgehende kreuzförmige Saalkirche mit spätgotischen und aus dem 19. Jahrhundert stammenden Erweiterungen                                                          |         | 07.10.1986                         | 2               |
| Jüdischer Friedhof                                                | Jüdischer Friedhof                                                | Westring Karte            | Jüdischer Friedhof mit 8 Grabsteinenen mit hebräischen und neugotischen Inschriften |         | 07.10.1986                         | 3               |
| Bildstock                                                         | Bildstock                                                         | Frettholt 3 Karte         | Im Hauptfeld Dornenkrönung Christi, im Giebeldreieck Opfertod |         | 07.10.1986                         | 4               |
| BW                                                                | Bildstock                                                         | Frettholt Karte           | Im Hauptfeld Geißelung Christi, im Giebeldreieck Versuchung Christi |         | 07.10.1986                         | 5               |
| Bildstock                                                         | Bildstock                                                         | Neustadt Karte            | Relief mit Kreuztragung |         | 07.10.1986                         | 6               |
| BW                                                                | Bildstock                                                         | Heeker Straße 30 Karte    | Bildstock mit Herz-Jesu-Figur |         | 07.10.1986                         | 7               |
| BW                                                                | Bildstock                                                         | Lindenweg Karte           | Veronika reicht Christus das Schweißtuch |         | 07.10.1986                         | 8               |
| Bildstock                                                         | Bildstock                                                         | Osterwicker Straße Karte  | Kreuzigungsszene |         | 07.10.1986                         | 9               |
| Bildstock                                                         | Bildstock                                                         | Am Baum 1 Karte           | Herz-Jesu-Figur |         | 07.10.1986                         | 10              |
| BW                                                                | Bildstock                                                         | Wiesengrund Karte         | Im Hauptfeld Geißelung Christi und „Ecce homo“, im Giebel drei thronende Gestalten |         | 07.10.1986                         | 11              |
| BW                                                                | Hl. Antonius                                                      | Beikelort Karte           | Freistehender hl. Antonius mit dem Kind |         | 07.10.1986                         | 12              |
| Hl. Margareta                                                     | Hl. Margareta                                                     | An der Kirche Karte       | Barocke Sandsteinfigur der hl. Margarete mit Krone, Palmzweig und besigtem Drachen. Schutzpatronin der davor liegenden Kirche.                                                                 |         | 07.10.1986                         | 13              |
| Hl. Nepomuk                                                       | Hl. Nepomuk                                                       | Brückenstraße Karte       | Sandsteinfigur des hl. Nepomuk mit Kruzifix und Märtyrerpalme in den Händen |         | 07.10.1986                         | 14              |
| Hl. Nepomuk                                                       | Hl. Nepomuk                                                       | Beikelort Karte           | Sandsteinfigur des hl. Nepomuk mit Kruzifix und Märtyrerpalme. Vermutlich Mitte des 19. Jahrhunderts überarbeitet und seitdem an dieser Stelle.                                                |         | 07.10.1986                         | 15              |
| Hochkreuz auf dem kath. Friedhof                                  | Hochkreuz auf dem kath. Friedhof                                  | Ahauser Straße Karte      | Laut Inschrift zur Friedhofserweiterung errichtetes Sandstein-Hochkreuz zwischen Pfarrergräbern mit Korpus aus Holz                                                                            |         | 07.10.1986                         | 16              |
| Kreuzigungsgruppe (Wegter Kreuz)                                  | Kreuzigungsgruppe (Wegter Kreuz)                                  | Holtwicker Straße Karte   | Christus am Astgabelkreuz mit Maria und Johannes zur Linken und Rechten. Ungefähr lebensgroße, aus Sandstein gefertigt Figuren, wobei Maria und Johannes vermutlich Kopien des Originals sind. |         | 07.10.1986                         | 17              |
| weitere Bilder                                                    | Haus Egelborg                                                     | Beikelort 95 Karte        | Umfangreichere Schlossanlage mit doppeltem Gräftensystem. |         | 07.10.1986                         | 18              |
| Lagerhaus                                                         | Lagerhaus                                                         | Beikelort 95 Karte        | Lagerhaus von Haus Egelborg |         | 07.10.1986                         | 19              |
| Hunnenporte und benachbarte Speicher                              | Hunnenporte und benachbarte Speicher                              | Brückenstraße 9, 11 Karte | Historische Torhausanlage der ehemaligen Klosteranlage Asbeck |         | 07.10.1986                         | 20              |
| Gebäude der ehem. Klosteranlage, im Kern mittelalterlich          | Gebäude der ehem. Klosteranlage, im Kern mittelalterlich          | Stiftsstraße 20 Karte     | Zweigeschossiges, stark umgebautes, im Kern mittelalterliches ehemaliges Klostergebäude |         | 07.10.1986                         | 21              |
| Ehem. Kaiserliches Postamt                                        | Ehem. Kaiserliches Postamt                                        | Hauptstraße 35 Karte      | Postgebäude der wilhelminischen Epoche |         | 07.10.1986                         | 22              |
| Stiftsmühle mit Mühlenteich                                       | Stiftsmühle mit Mühlenteich                                       | Brückenstraße Karte       | Wassermühle, die früher zum Stift gehörte, am Asbecker Mühlenbach |         | 07.10.1986                         | 23              |
| Herakles                                                          | Herakles                                                          | Weishauptstraße Karte     | |         | 07.10.1986                         | 24              |
| Kriegerehrenmal                                                   | Kriegerehrenmal                                                   | Ahauser Straße Karte      | |         | 07.10.1986                         | 25              |
| Gasthof „Unter den Linden“                                        | Gasthof „Unter den Linden“                                        | An der Kirche 9 Karte     | |         | 07.10.1986                         | 26              |
| BW                                                                | Haus Asbeck                                                       | Eißingort 49 Karte        | |         | 07.10.1986                         | 27              |
| Gasthof                                                           | Gasthof                                                           | Brückenstraße 4 Karte     | |         | 07.10.1986                         | 28              |
| BW                                                                | Grabmäler auf dem kath. Friedhof                                  | Margaretendamm Karte      | |         | 12.04.1999                         | 29              |
| Wohn- und Geschäftshaus                                           | Wohn- und Geschäftshaus                                           | Brückenstraße 18 Karte    | |         | 07.10.1986                         | 30              |
| Bürgerhaus mit Anbau                                              | Bürgerhaus mit Anbau                                              | Hahnenhook 4 Karte        | |         | 07.10.1986                         | 31              |
| Wohnhaus                                                          | Wohnhaus                                                          | Busshook 5 Karte          | |         | 07.10.1986                         | 32              |
| Speicher                                                          | Speicher                                                          | Busshook 8 Karte          | |         | 07.10.1986                         | 33              |
| Haus von Hülst einschl. Parkanlage                                | Haus von Hülst einschl. Parkanlage                                | Busshook 9 Karte          | |         | 07.10.1986 19.06.1989 (Parkanlage) | 34              |
| BW                                                                | Ehem. Kötterhaus                                                  | Deipenbrock 53 Karte      | |         | 07.10.1986                         | 35              |
| BW                                                                | Speicher                                                          | Eißingort 50 Karte        | |         | 07.10.1986                         | 36              |
| Bürgerhaus                                                        | Bürgerhaus                                                        | Hauptstraße 1 Karte       | |         | 07.10.1986                         | 38              |
| Sog. Taubenturm                                                   | Sog. Taubenturm                                                   | Hauptstraße 17 Karte      | |         | 07.10.1986                         | 39              |
| Haus „Runde“                                                      | Haus „Runde“                                                      | Hauptstraße 19 Karte      | |         | 07.10.1986                         | 40              |
| Wohnhaus                                                          | Wohnhaus                                                          | Hauptstraße 22 Karte      | |         | 07.10.1986                         | 41              |
| Haus Brinkmann                                                    | Haus Brinkmann                                                    | Kirchplatz 3 Karte        | |         | 07.10.1986                         | 43              |
| Bürgerhaus                                                        | Bürgerhaus                                                        | Kirchplatz 10 Karte       | |         | 07.10.1986                         | 44              |
| Haus van Wüllen                                                   | Haus van Wüllen                                                   | Stiftsstraße 6 Karte      | |         | 07.10.1986                         | 45              |
| Hofhaus                                                           | Hofhaus                                                           | Stiftsstraße 17 Karte     | |         | 07.10.1986                         | 46              |
| Speicher                                                          | Speicher                                                          | Wehr 240 Karte            | |         | 07.10.1986                         | 48              |
| Ehem. Gesindewohnhaus                                             | Ehem. Gesindewohnhaus                                             | Wehr 168 Karte            | |         | 07.10.1986                         | 50              |
| BW                                                                | Mäusescheune                                                      | Wehr 184 Karte            | |         | 07.10.1986                         | 51              |
| BW                                                                | Ehem. Backhaus                                                    | Wehr 187 Karte            | |         | 07.10.1986                         | 52              |
| Mäusescheune                                                      | Mäusescheune                                                      | Wehr 249 Karte            | |         | 07.10.1986                         | 53              |
| BW                                                                | Hofhaus, bez. 1867                                                | Steinkuhle 1 Karte        | |         | 24.02.1987                         | 54              |
| Wohn- und Fachwerkwohnhaus, bez. 1908 bzw. 1. Viertel des 19. Jh. | Wohn- und Fachwerkwohnhaus, bez. 1908 bzw. 1. Viertel des 19. Jh. | Busshook 3, 3 b Karte     | |         | 23.07.1987                         | 55              |
| Ehem. Ackerbürgerhaus                                             | Ehem. Ackerbürgerhaus                                             | Brückenstraße 14 Karte    | |         | 08.10.1987                         | 56              |
| Straßenbelag „Hahnenhook“ (Katzenkopfpflaster)                    | Straßenbelag „Hahnenhook“ (Katzenkopfpflaster)                    | Hahnenhook Karte          | |         | 14.09.1987                         | 57              |
| weitere Bilder                                                    | Düstermühle                                                       | Wehr 252 Karte            | |         | 07.10.1986                         | 58              |
| Bildstock, frühes 19. Jh.                                         | Bildstock, frühes 19. Jh.                                         | Frettholt 4 Karte         | hl. Antonius mit dem Kind an einem Lesepult |         | 17.11.1987                         | 59              |
| Bildstock, bez. 1755                                              | Bildstock, bez. 1755                                              | Isingort 2 Karte          | Kreuzigungsszene |         | 17.11.1987                         | 60              |
| BW                                                                | Hl. Michael, ca. 2. Viertel des 18. Jh.                           | Frettholt 4 Karte         | |         | 17.11.1987                         | 61              |
| Speicher, bez. 1744                                               | Speicher, bez. 1744                                               | Eißingort 51 Karte        | |         | 17.11.1987                         | 63              |
| Mäusescheune                                                      | Mäusescheune                                                      | Isingort 31 Karte         | |         | 17.11.1987                         | 65              |
| Wohnhaus, um 1870                                                 | Wohnhaus, um 1870                                                 | Kirchstraße 31 Karte      | |         | 17.11.1987                         | 66              |
| Ehem. Ackerbürgerhaus mit Nebengebäude                            | Ehem. Ackerbürgerhaus mit Nebengebäude                            | Neustadt 7 Karte          | |         | 17.11.1987                         | 67              |
| Ehem. Ackerbürgerhaus, ca. Mitte des 18. Jh.                      | Ehem. Ackerbürgerhaus, ca. Mitte des 18. Jh.                      | Neustadt 9 Karte          | |         | 17.11.1987                         | 68              |
| Ehem. Ackerbürgerhaus, bez. 1710                                  | Ehem. Ackerbürgerhaus, bez. 1710                                  | Neustadt 11 Karte         | |         | 17.11.1987                         | 69              |
| Wesslingsches Haus                                                | Wesslingsches Haus                                                | Busshook 6 Karte          | |         | 31.10.1988                         | 70              |
| Wohnhaus, um 1890/1900                                            | Wohnhaus, um 1890/1900                                            | Brückenstraße 12 Karte    | |         | 31.10.1988                         | 71              |
| Bahnhof (Empfangsgebäude) mit Stellwerksanbau und Güterschuppen   | Bahnhof (Empfangsgebäude) mit Stellwerksanbau und Güterschuppen   | Bahnhofstraße 19 Karte    | |         | 27.02.1989                         | 72              |
| BW                                                                | Steinreliefs an der Düstermühle                                   | Wehr Karte                | |         | 12.04.1999                         | 73              |
| Zapfsäule der ehem. Tankstelle Westerhoff                         | Zapfsäule der ehem. Tankstelle Westerhoff                         | Stiftsstraße 17 Karte     | [ 1 ] [ 2 ] |         | 29.10.2010                         | 74              |